# Гномове (Warcraft)
Гномовете са една от расите, населяващи измисления свят, в който се развива действието от поредицата Warcraft, създадена от компанията Blizzard Entertainment.
Те са предишните обитатели на Gnomeregan, които сега живеят в изгнание в столицата на джуджетата Айрънфордж и са част от Съюза.

## Въведение и история
Ексцентричните, често брилянтни гномовр са една от най-странните раси в света. С тяхната фикс идея за развиване на радикални нови технологии и конструиране на инженерни чудеса е чудно изобщо просъществуването на гномове, които да се размножават.
Никой не знае историята на гномовете, преди джуджетата да ги открият. Дори гномовете не знаят много за своята собствена история преди втората война. Приблизително 200 години преди Burning Crusade, изследовател от джуджетата се натъква на първите гномове. Той открива малко село и е шокиран, да разкрие, че когато джуджетата успяват да открият барута гномовете вече имат напълно автоматизирано село. Той и другите джуджета предлагат тяхното приятелство, и те приемат. Предлагат им да построят нов град в планините на Dun Morogh, и така се появява Gnomeregan. Гномовете напускат досегашните си домове в горските части. Оттогава тези две раси живеят ръка за ръка. Гномовете разбират за съществуването на гоблините и двете раси имат търговска вражда, която продължава.
Процъфтяващи в удивителния техносвят Gnomeregan, гномовете споделят ресурсите от залесените върхове на Dun Morogh със своите братовчеди джуджетата. Въпреки че джуджетата от Айрънфордж имат интерес към технологиите и инженерството, гномовете са тези, които измислят фантастични дизайни на повечето от оръжията на джуджетата, както и на парните превозни средства.
Гномовете служат добре на Съюза по време на втората война, но учудващо отказват да пращат свои подкрепления при скорошната инвазия на Пламтящият легион. Въпреки че техните проекти спомагат за отблъскване на Легиона, джуджетата и хората са поразени от отказа на гномовете да изпратят свои пилоти и войници.
След края на войната Съюзът открива причината за внезапното отдръпване на гномовете. Древна, варварска заплаха се е надигнала от недрата на земята и е атакувала Gnomeregan. Знаейки че приоритетите на техните съюзници е отблъскването на Пламтящия легион, гномовете са решили да се справят сами с опасността. Въпреки че те се борили храбро за спасяването на любимия си град, Gnomeregan бива безвъзвратно загубен.
Почти половината от расата им е избита по време на падането на Gnomeregan. Оцелелите гномове избягват в крепостта Айрънфордж. Отново верни на каузата на Съюза, гномовете прекарват времето си в разработване на стратегии и оръжия, които да им помогнат да си възвърнат опустошения град и да построят едно по-светло бъдеще за своя народ.
Гномовете могат да бъдат видени да живеят в многобройния Съюз и в неутралните градове, като например Darkshire, Gadgetzan и Auberdine. Техният съвет се намира в Tinker Town в Айрънфордж.

## Наследство
Първото име на гном в историята е Erbag, член на Tirisfalen. Той е въведен 848 години преди World of Warcraft и става равен с хората и елфите.
Гномовете нямат крал или кралица в продължение на 400 години.
Джуджетата откриват гномовете приблизително 200 години преди Burning Crusade, и станаха приятели с тях, позволявайки им да строят Gnomeregan в техните земи.
Освен общото отнасяне на гномове като братовчеди на джуджетата, възможно е да поделят и общ еволюционен прародител (the Earthen).
Няма други дати или факти, които да са дадени.

## Външен вид
Гномовете са малки и слаби на вид. До известна степен имат сходство с пацул, но са по-ниски и не толкова набити. Те имат големи носове и румена кожа, тяхната коса от бяла става черна, а ушите им са големи и закръглени. Често могат да бъдат видени с очила, колани с инструменти и с други елементи, свързани с техните технологични наклонности.